# Ex-voto de Biertan
L’ex-voto de Biertan est un objet votif chrétien, du IVe siècle, découvert près de Biertan, une localité du județ de Sibiu, en Transylvanie, Roumanie.

## Description
Cet ex-voto en bronze contient le texte latin Ego Zenovius votum posvi, en français : « moi, Zénobie, j’ai mis (offert) cette donation ». Sous ce texte se trouve le monogramme de Jésus-Christ (chrisme).

## Autres détails
Cet objet votif a été découvert en 1775, dans la forêt de Chimdru (prononcez [Quimdrou]) qui se trouve à quelque cinq kilomètres au sud de Biertan. Il a fait partie des collections du baron Samuel von Brukenthal (1721-1803), gouverneur de Transylvanie (1777-1787). Actuellement, les collections du baron von Brukenthal se trouvent dans le musée de Sibiu, qu’il a ouvert au public et qui porte son nom.
Au XIXe siècle l’ex-voto est devenu l’objet de controverses :
- les partisans de l’existence d’une population chrétienne latinophone en Dacie après la retraite ordonnée par l’empereur Aurélien (275 de notre ère) argumentent la christianisation précoce de la Dacie et l’origine locale de l’artefact, et donc la persistance de cette population[2] ;
- leurs adversaires font état soit des échanges commerciaux de l’époque et donc de l’importation de l’objet, soit de l’origine gothe ou gépide du donateur Zénobie, pour présumer un retrait de la population latinophone au sud du Danube, en Dacie aurélienne, en accord avec l'historien romain  Eutrope (livre IX, 15)[3].

Les historiens qui sont sceptiques quant à cet objet soulignent les circonstances douteuses de cette découverte.
Ils soulignent qu'il n'y avait pas de colonies romaines ou d'églises chrétiennes à proximité de Biertan. Selon eux, cet objet a été fabriqué à Aquilée dans le nord de l'Italie au IVe siècle , et il a été transporté en Transylvanie comme butin par des guerriers gothiques ou par le commerce. Il est fort possible que la découverte de Biertan soit le résultat d'un pillage en Illyrie ou en Pannonie ou dans les Balkans à tout moment entre le IVe et le VIe siècle et que cet artefact ait été réutilisé comme objet païen par ses nouveaux propriétaires,.
À l'origine, il était destiné à être suspendu à un candélabre, mais les perforations faites plus tard indiquent qu'il a été réutilisé et attaché à un coffre pour stocker des récipients ou d'autres marchandises. Selon cette opinion, même son utilisation à des fins chrétiennes devrait être remise en question sur le territoire de la Transylvanie.
Concernant l’origine de l’artefact, seule une analyse isotopique du bronze dont il est fait, pourrait trancher la question.

## Sources bibliographiques
- Constantin Daicoviciu, Le problème de la continuité en Dacie, Imprimeria Națională, Bucarest 1940, 72 p., 2 planches (l'ouvrage est publié aussi dans la "Revue de Transylvanie", 1940)
- Dicționar enciclopedic, vol. I, A - C, Editura enciclopedică, Bucarest 1993.